# Puerto de Palermo
El Puerto de Palermo (en italiano: Porto di Palermo) es uno de los mayores puertos de Sicilia, Italia y uno de los puertos más grandes de la mar Mediterráneo. Según la autora Patrizia Fabbri, el puerto ha sido "un motor constante no sólo para la economía de la isla, sino en la historia de la ciudad de Palermo". El puerto tienen una capacidad de tráfico anual de unos 7 millones de toneladas de carga, 6.000 de TEU y 1.986.941 de tráfico de pasajeros.

## Historia

### Antigüedad
En el siglo VIII a. C., los fenicios fundaron un puesto comercial en el emplazamiento del puerto actual, reconociendo su potencial estratégico. Bajo el dominio cartaginés, el puerto se convirtió en una importante base naval, consolidando su papel militar y comercial en el Mediterráneo occidental.
Tras la victoria romana en las Guerras Púnicas, el puerto experimentó una importante expansión. Los romanos mejoraron la infraestructura existente y ampliaron la capacidad del puerto para facilitar el comercio con el resto del imperio.

### Edad Media
El puerto alcanzó su apogeo en el siglo IX bajo el dominio árabe. Palermo era entonces la capital de la Sicilia musulmana, y su puerto era un importante centro comercial que conectaba Europa, el norte de África y Oriente Medio.
El puerto comerciaba con los países árabes, Amalfi y Pisa.
Los pisanos entraron en el puerto durante la conquista normanda de Sicilia, pero no lograron capturar la ciudad, que también resistió los primeros ataques de los Hauteville. La victoria normanda de 1072, tras un asedio de cinco meses por mar y tierra, marcó un punto de inflexión. Los nuevos gobernantes, conscientes de la importancia estratégica del puerto, reforzaron sus defensas. Fue durante este período que se construyó el Castello a Mare para proteger la entrada del puerto.

### Era Moderna
Bajo sucesivas dominaciones (aragonesa, española y, posteriormente, borbónica), el puerto de Palermo conservó su importancia, aunque su papel evolucionó. Se convirtió en un eslabón clave del sistema de defensa del Mediterráneo contra las incursiones otomanas y las incursiones berberiscas.
A finales del siglo XV, el puerto experimentó una crisis en la exportación de azúcar y se enfrentó a la competencia del puerto de Termini por la exportación de productos lácteos.
El puerto de La Cala, al quedar pequeño para el creciente tráfico, fue abandonado en favor de un nuevo puerto más grande con un gran muelle (1567-1590) al pie del Monte Pellegrino.
En 1624, un barco que transportaba esclavos cristianos procedentes de Túnez fue detenido frente al puerto de Palermo por sospecha de peste. Sin embargo, el virrey Manuel Filiberto de Saboya, esperando regalos del rey de Túnez, obligó a las autoridades de la ciudad a permitir la entrada del barco, lo que propagó la peste por toda la ciudad y causó la muerte de miles de palermitanos.
Tras rescatar a los mesineses que se habían rebelado contra los españoles, la flota francesa del duque de Vivonne destruyó los barcos hispano-holandeses en 1676 frente al puerto de Palermo.
En el siglo XVIII, el puerto experimentó una expansión y modernización, presagiando su papel en la futura era industrial.
Con la llegada del Reino de las Dos Sicilias en 1816, Palermo perdió su condición de capital y puerto franco.

### Reino de Italia

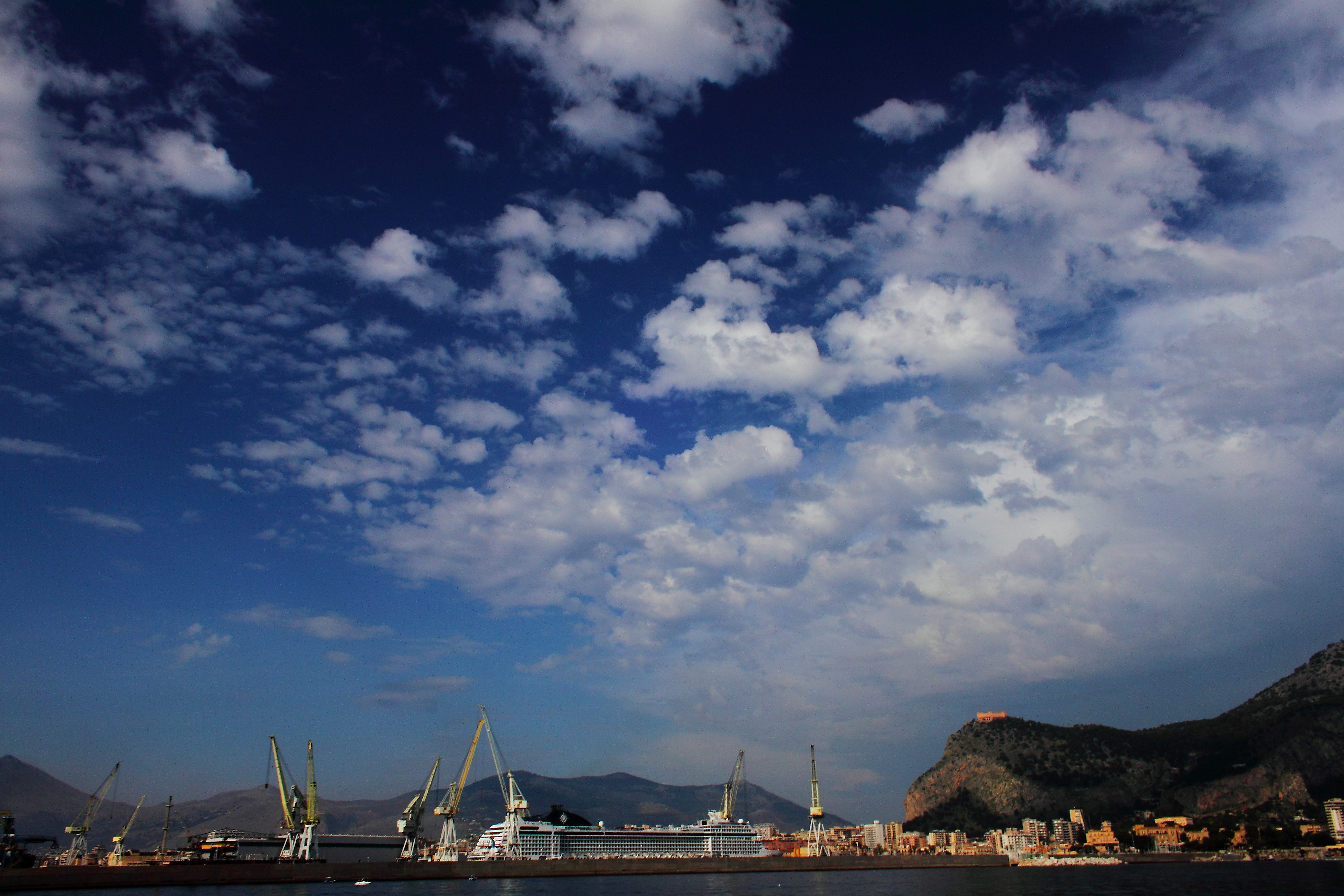
Vista del puerto desde el mar Tirreno

En el momento de la unificación italiana, Palermo era el quinto puerto italiano más grande en cuanto a movimiento de barcos y tonelaje, por delante de Génova, Livorno, Messina y Nápoles. En 1863, se registraron 6.527 barcos, lo que representaba un tonelaje de 774.199, y se importaron mercancías por valor de 21,5 millones de liras y se exportaron mercancías por valor de 11,5 millones. En 1874, el número de movimientos alcanzó su punto máximo con casi 13.000 barcos, para luego disminuir gradualmente debido a la sustitución de los veleros por barcos de vapor más eficientes. El tonelaje se duplicó entre 1863 y 1870, alcanzando los 2.776.199 en 1888, lo que situó al puerto de Palermo en tercer lugar, después de Génova y Nápoles, gracias al peso nacional del IGN.
Una burguesía se desarrolló alrededor del equipamiento de los barcos de vela y luego de los de vapor: Giovanni Riso equipó el Oreto que fue el primer barco del Reino de las Dos Sicilias en llegar a los Estados Unidos en 1818, un velero de Benjamin Ingham había llegado al Lejano Oriente en 1838, el vapor Sicilia, de Salvatore y Luigi De Pace fue el primer barco de vapor del sur de Europa en llegar a Nueva York, después de un viaje de 26 días en 1854. Gabriele y Antonio Chiaramonte Bordonaro y Michele Pojero también estaban entre los principales armadores del puerto dominado por Ingham y especialmente Florio.
A principios del siglo XX, el azufre seguía siendo un producto secundario en el comercio de Palermo, con exportaciones que generalmente no superaban las 7000 toneladas tras la expiración en 1906 del Acuerdo Anglo-Siciliano, que había estimulado temporalmente el mercado. Al mismo tiempo, Palermo vio evolucionar sus importaciones: el grano ruso se convirtió en el principal producto de importación para alimentar a una población en crecimiento, pasando de 35 000-40 000 toneladas anuales a más de 82 000 toneladas en 1913, acompañado del carbón, la madera, el tabaco y los productos manufacturados.
Se amplió el muelle norte y se excavó el puerto, conectándolo a la estación de ferrocarril. Entre finales del siglo XIX y la Primera Guerra Mundial, el puerto fue excavado de nuevo, equipado con dos nuevos muelles (Puntone y Quattroventi), un dique seco, una estación de desinfección, cobertizos y marquesinas, y un sistema de alumbrado eléctrico. A pesar de esta labor, los barcos de vapor y el servicio de correos de Nápoles no pudieron atracar y tuvieron que fondear en alta mar.
Bajo la administración de Scalea (1920-1924), el puerto, tercero en Italia en número de pasajeros y sexto en tonelaje, fue dotado con un consorcio formado por la provincia, el municipio y la cámara de comercio para la realización de obras por valor de 214 millones de liras, convirtiéndolo en el puerto mediterráneo más importante entre América, Italia y Oriente. Iniciadas en la primavera de 1922, las obras se vieron afectadas por el nombramiento del gobierno de Mussolini, que redujo el presupuesto a 175 millones, con el desarrollo de una zona portuaria industrial.

### Época Contemporánea
Los bombardeos aliados de Palermo durante la Segunda Guerra Mundial causaron importantes daños al puerto.
El puerto de Palermo se modernizó y se convirtió en un importante centro de comercio, cruceros y tráfico de pasajeros en el Mediterráneo.

## Actividades actuales

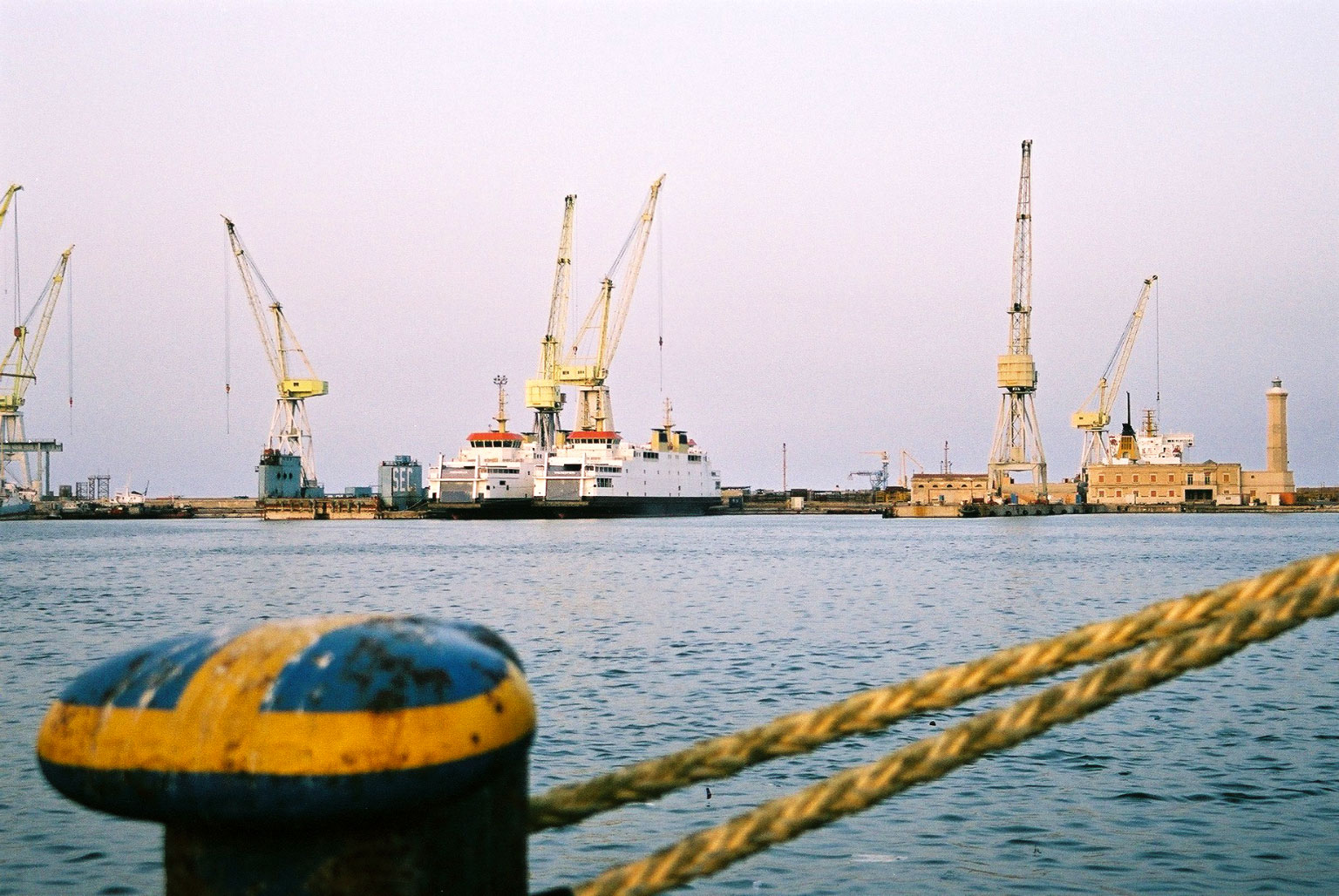
Una imagen del puerto de Palermo

Hoy en día, el puerto de Palermo es un centro de diversas actividades:
- Comercial: es el principal puerto de carga de Sicilia
- Tráfico de pasajeros con conexiones marítimas a las islas sicilianas, otros puertos italianos y Túnez
- Cruceros
- Navegación: puerto deportivo turístico para veleros y catamaranes.

La zona portuaria incluye el astillero gestionado por Fincantieri con sus dos diques de sepultura. El puerto es también una importante fuente de empleo en el área que tiene muchos empleados que prestan servicios a más de miles barcos cada año.
El Aeropuerto Internacional de Palermo-Punta Raisi está a unos 25 km. Hay conexiones directas mediante trenes regionales y autobuses desde el centro de la ciudad.